# Zerba
Zerba est une commune italienne de la province de Plaisance, en Émilie-Romagne.

## Administration
| Période                                  | Période  | Identité      | Étiquette | Qualité |
| ---------------------------------------- | -------- | ------------- | --------- | ------- |
| 14 juin 2004                             | En cours | Claudia Borrè |           |         |
| Les données manquantes sont à compléter. |          |               |           |         |

### Hameaux
Capannette di Pei, Cerreto, Pei, Samboneto, Vezimo.

### Communes limitrophes
Brallo di Pregola (PV), Cabella Ligure (AL), Cerignale, Fabbrica Curone (AL), Ottone, Santa Margherita di Staffora (PV).